# Krebsdiät
Krebsdiäten zählen zu den alternativmedizinischen Behandlungsmethoden gegen Krebserkrankungen. Aufgrund epidemiologischer Erkenntnisse, die eine vorbeugende Wirkung der „gesunden“ Ernährungsweise gegenüber Krebsentstehung vermuten lassen, empfehlen Onkologen häufig auch bereits erkrankten Personen eine an Vitaminen und Spurenelementen reiche, fettreduzierte, möglichst abwechslungsreiche Mischkost.
Die vorhandenen Empfehlungen widersprechen sich teilweise. Keine der genannten Diätformen ist nach den Maßstäben der evidenzbasierten Medizin als wirksam nachgewiesen. Im Gegenteil kann eine sehr einseitige Kost, etwa die makrobiotische oder vegane Kost, bei Gesunden und Kranken zu Mangelerscheinungen führen. Bei manchen Diätformen treten auch Nebenwirkungen auf (auch starker Gewichtsverlust), die bei einer Krebserkrankung gefährlich sind.

## Empfehlungen des WCRF
Der WCRF (World Cancer Research Fund) hat acht Empfehlungen zu Ernährung und Verhalten herausgegeben, die das Risiko, an Krebs zu erkranken, minimieren sollen. Hinzu kommen zwei spezielle Empfehlungen für die Stillzeit sowie für Krebsbetroffene. Diese sind:
- Es wird empfohlen, so schlank wie möglich zu bleiben, und zwar innerhalb des normalen Körpergewichtsbereichs.
- Körperliche Aktivität sollte ein Teil des täglichen Lebens sein.
- Der Verzehr energiedichter Lebensmittel sollte begrenzt werden, zuckerhaltige Getränke sind zu vermeiden.
- Es wird empfohlen, überwiegend pflanzliche Lebensmittel zu verzehren.
- Es wird empfohlen, den Verzehr von rotem Fleisch zu begrenzen und den Verzehr von verarbeitetem Fleisch zu vermeiden.
- Empfohlen wird eine Begrenzung des Konsums alkoholischer Getränke.
- Empfohlen wird eine Begrenzung des Salzkonsums; der Verzehr von verschimmeltem Getreide oder Hülsenfrüchten ist zu vermeiden.
- Der Nährstoffbedarf sollte ausschließlich durch Lebensmittel gedeckt werden.
- Stillen: Mütter sollten stillen; Säuglinge sollten gestillt werden.
- Krebsbetroffene: Es gelten die Empfehlungen zur Krebsprävention.

## Beispiele für Krebsdiäten
- Anthroposophische Diät nach Renzenbrink: Vollwertkost, jedoch ohne Nachtschattengewächse (Tomaten, Kartoffeln). Entwickelt von dem deutschen Arzt Udo Renzenbrink (1913–1994)
- Fastenkur nach Breuß: Sechs Wochen lang ausschließlich Gemüsesäfte (Rote Rüben, Karotten, Sellerie, Kartoffeln, Rettich) und bestimmte Tees. Entwickelt von dem österreichischen Heilpraktiker Rudolf Breuß (1899–1990)[3]
- Krebsdiät nach Gerson: Einläufe mit Kaffee, Abführmittel, Leberextrakt, Iod, Vitamin B12, Pepsin. Wenig Eiweiß, Zucker, Salz. Entwickelt von dem deutschen (nach 1936 US-amerikanischen) Arzt Max Gerson (1881–1959)[3]
- Trennkost nach Hay: Eiweiße und Kohlenhydrate streng getrennt. Entwickelt von dem US-amerikanischen Arzt Howard Hay (1866–1940)
- Instinktkost nach Burger: Keinerlei gekochte oder gebratene Speisen, auch Fleisch und Fisch dürfen nur roh gegessen werden. Entwickelt von dem Schweizer Guy-Claude Burger (* 1934)
- Isopathische Milchsäurendiät oder Schutzkost nach Kuhl: Rechtsdrehende Milchsäure. Entwickelt von dem deutschen Arzt Johannes Kuhl
- Krebsdiät nach Leupold: Extrem kohlenhydratarme Kost, Infusionen mit Zucker und Insulin. Kein Obst außer Zitronen. Entwickelt ca. 1955 von dem deutschen Arzt Ernst Leupold.
- Makrobiotische Kost nach Kushi-Ohsawa: vorwiegend Getreideprodukte, verstärkt grüne blanchierte Blätter und 100 % Weglassung aller sogenannter „yinniger Nahrungsmittel“. Der Japaner Yukikazu Sakurazawa (1893–1966) praktizierte in New York unter dem Namen George Ohsawa; Michio Kushi (1926–2014) war einer seiner Studenten.
- Krebsdiät nach Moerman: Vollwertkost sowie Iod, Zitronensäure, Hefe, Weizen, Schwefel und Vitamine. Entwickelt um 1950 von dem niederländischen Arzt Cornelis Moerman
- Öl-Eiweiß-Kost nach Budwig: Leinsamen- und Nussöl, Sauerkrautsaft, Gemüse- und Obstsäfte, ergänzt durch Verbot von "weißem" Zucker, bestimmten Fetten, Lebensmittel aus Konserven sowie Konditorwaren. Entwickelt von der deutschen Biochemikerin Johanna Budwig (1908–2003)
- Krebsdiät nach Kousmine: Getreide und Rohkost, kein Fleisch. Entwickelt von der schweizerischen Ärztin Catherine Kousmine (1904–1992)
- Vollwertkost nach Bircher-Benner: Wenig Fett, viel Gemüse und Getreide, Milchprodukte, Obst, Fisch statt Fleisch. Von dem Zürcher Arzt Maximilian Bircher-Benner (1867–1939) entwickelt
- Ketogene Diät: Eine kohlenhydratarme bzw. -freie Kost („Low Carb“, „No Carb“), hauptsächlich Fett und Eiweiß.[4]